# Tomosvaryella armata
Tomosvaryella armata är en tvåvingeart som beskrevs av Hardy 1940. Tomosvaryella armata ingår i släktet Tomosvaryella och familjen ögonflugor. Inga underarter finns listade i Catalogue of Life.